# أمبير لانكستر
أمبير لانكستر (بالإنجليزية: Amber Lancaster)‏ هي متسابقة ملكة الجمال وعارضة وممثلة أمريكية، ولدت في 19 سبتمبر 1980 في الولايات المتحدة.

## وصلات خارجية
- أمبير لانكستر على موقع IMDb (الإنجليزية)
- أمبير لانكستر على موقع ألو سيني (الفرنسية)
- أمبير لانكستر على موقع قاعدة بيانات الفيلم (الإنجليزية)
- أمبير لانكستر على موقع كينوبويسك (الروسية)